# Walrave’sches Palais

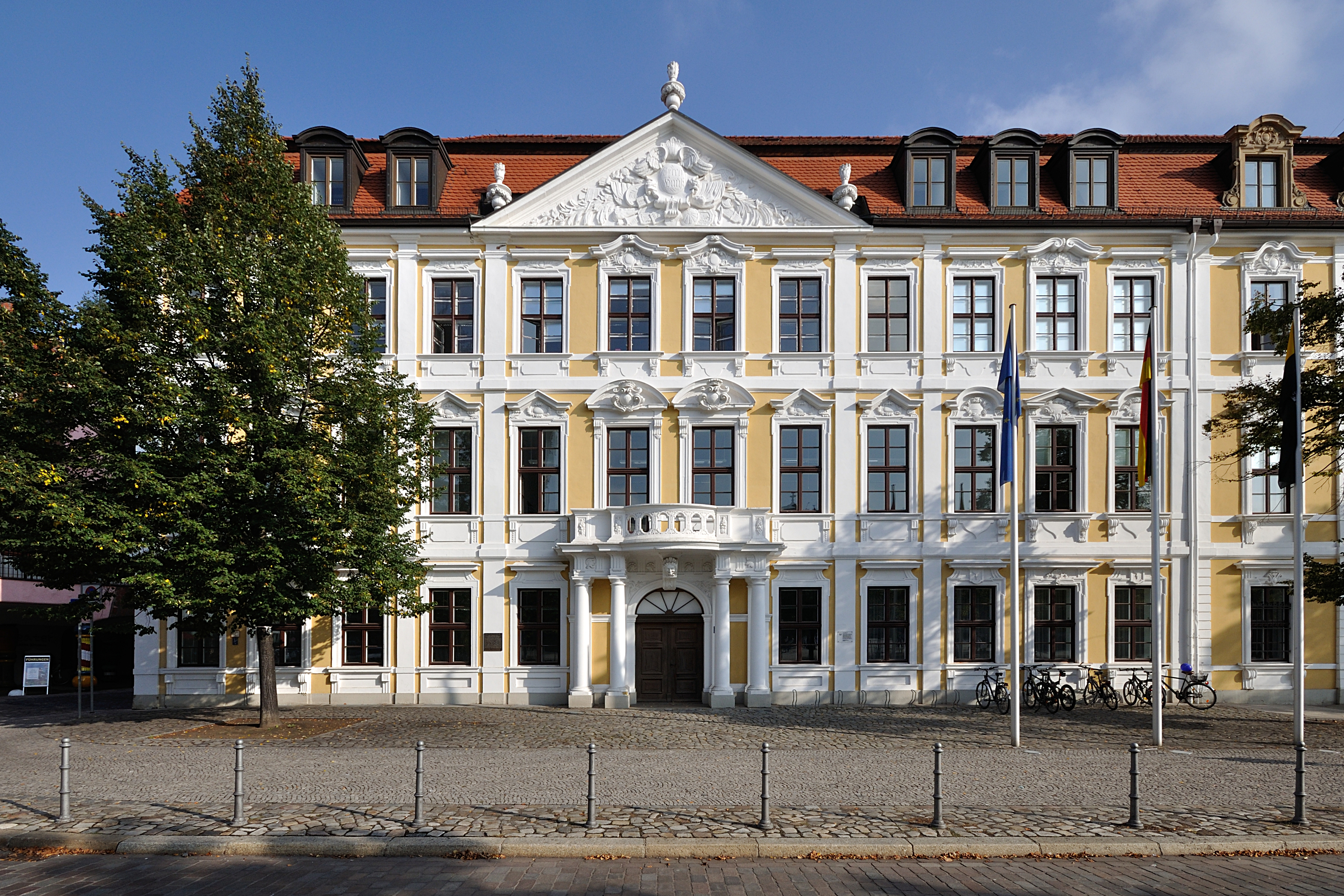
Domplatz 9 im Jahr 2013

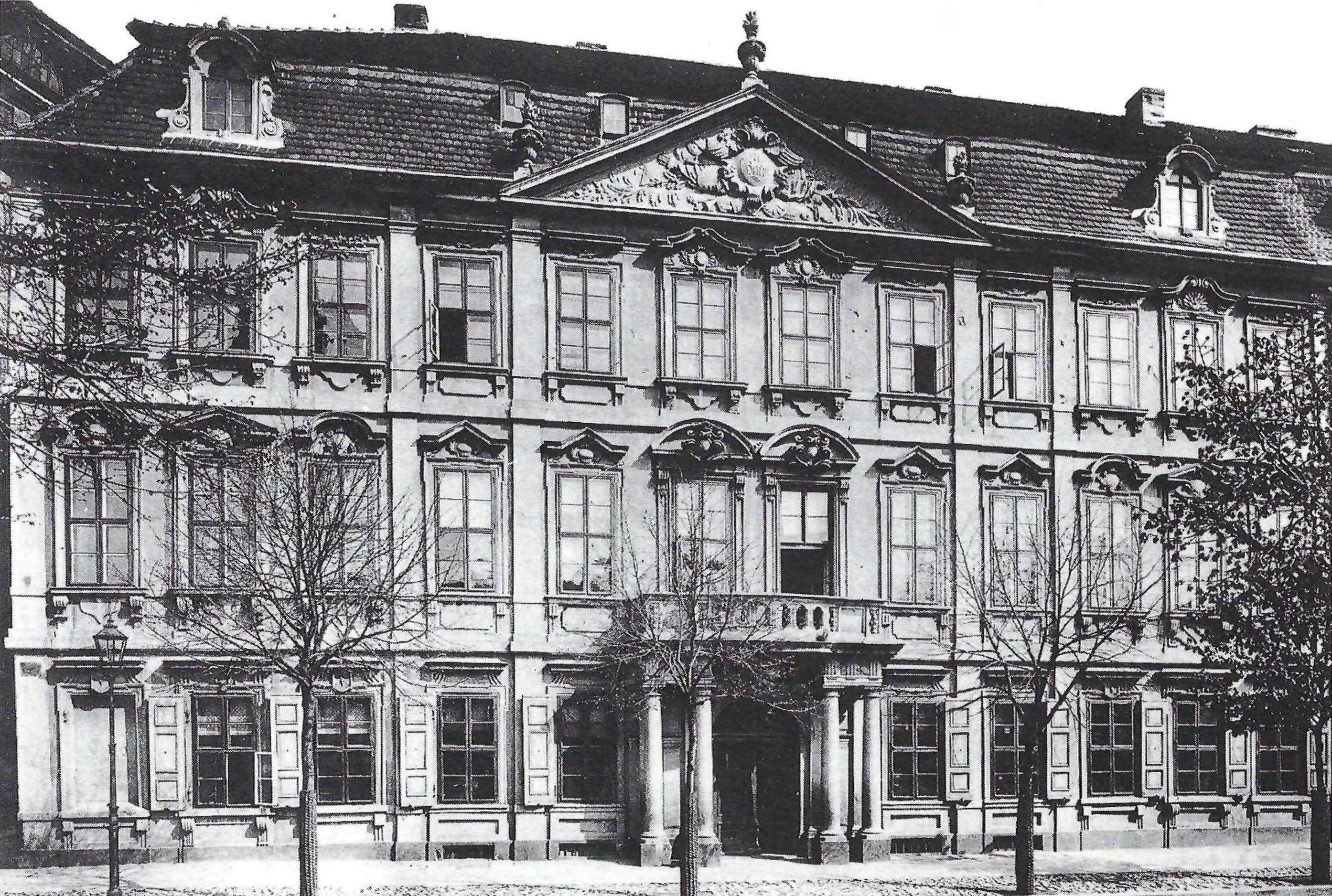
Domplatz 9 in der Zeit 1889/1890

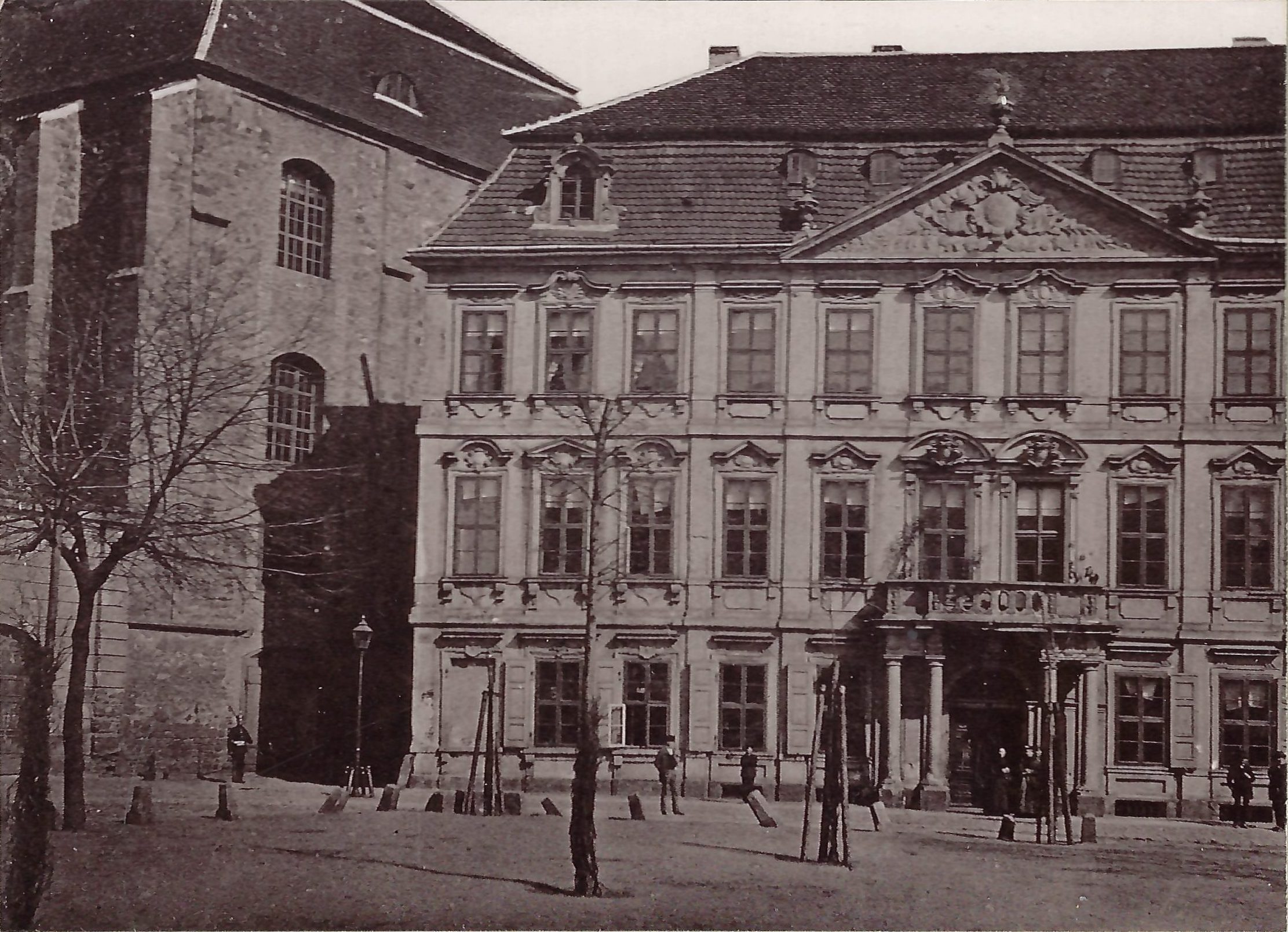
Domplatz 9 (rechts) in der Zeit vor 1890, wohl in den 1880er Jahren, als Sitz des Amtsgerichts

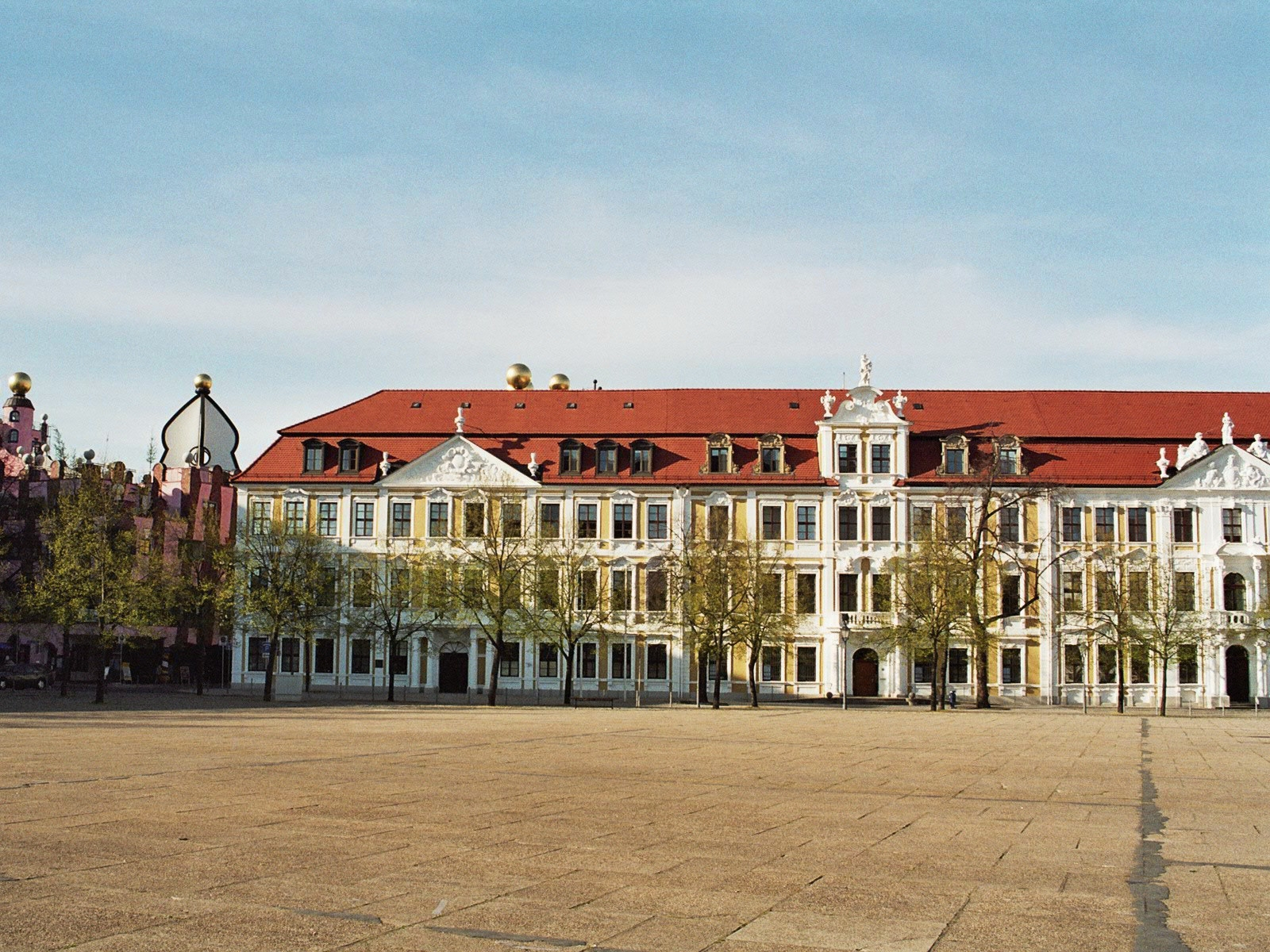
Domplatz 9 (links), 2007

Das Walrave’sche Palais ist ein denkmalgeschütztes Gebäude in Magdeburg in Sachsen-Anhalt. Es ist Teil des Gebäudekomplexes des Landtags von Sachsen-Anhalt.

## Lage
Das Gebäude befindet sich an der Nordwestecke des Domplatzes in der Magdeburger Altstadt an der Adresse Domplatz 9. Westlich des Gebäudes mündet die Kreuzgangstraße auf den Domplatz ein. Östlich grenzt das gleichfalls denkmalgeschützte Reinickesche Palais an.

## Geschichte
Das Gebäude wurde von 1723 bis 1725 vom Festungsbaumeister Gerhard Cornelius von Walrave als eigenes Wohnhaus erbaut. Zuvor befand sich in diesem Bereich das Nikolaistift.
Der preußische König Friedrich Wilhelm I. hatte 1723 für das zu bauende Haus das Privileg der Grundsteuerfreiheit erteilt, so dass das Haus als Freyhaus bezeichnet wurde. Als weiteres besonderes Privileg war Walrave das Recht zugestanden worden, in seinen beiden Häusern, neben dem Domplatz 9 gehörte ihm auch das Haus Kreuzgangstraße 7, Wein auszuschenken.
Das Haus entstand als erstes und westlichstes Gebäude der Häuserzeile am Nordrand des Domplatzes. Die Zeile wurde auf Anordnung des Gouverneurs Leopold I. südlich vor der bis dahin bestehenden unregelmäßigen nördlichen Bebauung des Domplatzes errichtet. Bedingt durch diesen Bauplatz hatten die neuen Häuser kein Hofgelände.
Die ursprünglich strenge Symmetrie der Häuserzeile ist durch den 1953 an der Ostseite der Zeile erfolgten Anbau des Hauses Domplatz 6 in dieser Form nicht mehr gegeben. Diese Form der palastartigen Gestaltung mit Dreiecksgiebeln war für Magdeburg eine neue Bauform. Sie kam vermutlich über Berlin nach Magdeburg, stammte jedoch ursprünglich aus den Niederlanden, dem Heimatland des Bauherren. Das Hinterhaus des Gebäudes gehörte als Kreuzgangstraße 2 zur damals nördlich hinter dem Haus verlaufenden Kreuzgangstraße.
Die Innenausstattung des Hauses war ebenfalls sehr repräsentativ ausgeführt. Die im Haus befindliche, prächtig gestaltete barocke Treppe, wurde vermutlich vom hugenottischen Kunsttischler M. Charton geschaffen.
Im Jahr 1745 erwarb Kriegsrat Culemann das Gebäude. Seine Erben verkauften es an den Kriegs- und Domänenrat Joh. Erich Müller. Der ursprüngliche Bauherr Walrave saß ab 1748 wegen Unterschlagung in der Sternschanze in Haft. In der Zeit ab 1817 gehörte es dem Oberlandesgerichtspräsidenten Karl von Klevenow. 1834 begann die Nutzung als Zivilabteilung des Land- und Stadtgerichtes. Von 1849 bis 1879 war es Sitz des Stadt- und Kreisgerichts. Es schloss sich bis 1905 eine Nutzung als Amtsgericht Magdeburg an.
Im Jahr 1911 wurde das Gebäude wegen Baufälligkeit vollständig abgetragen und mit originalgetreuer Fassade wieder hergestellt. Während der Abbrucharbeiten wurden mehrere bauzeitliche Deckengemälde freigelegt und fotografisch dokumentiert. Eine Kartusche an den Mittelfenstern trug die Jahreszahl 1725. Bauleiter war Erich Ihnken. Genutzt wurde das Haus als Sitz des Königlichen Stempel- und Erbschaftssteueramtes.
Während des Zweiten Weltkriegs wurde das Haus 1944 stark zerstört. Bis 1953 erfolgte der Wiederaufbau, wobei die barocke Gestaltung wieder hergestellt wurde. Das Giebelfeld mit der Inschrift Freyhauß war geborgen wurden und wurde 1955 durch den Bildhauer Eberhard Roßdeutscher restauriert. Ursprünglich bestand der Bau aus einem Vordergebäude sowie einem nach hinten weisenden Seitenflügel. Im Zuge des Wiederaufbaus entstanden im rückwärtigen Bereich umfangreiche Anbauten. Das Gebäude war Sitz der Wasserstraßendirektion. Nach der politischen Wende des Jahres 1989 diente das Gebäude zur Unterbringung des staatlichen Umweltamtes. Seit dem Jahr 1992 ist es Teil des Landtagskomplexes.

## Architektur

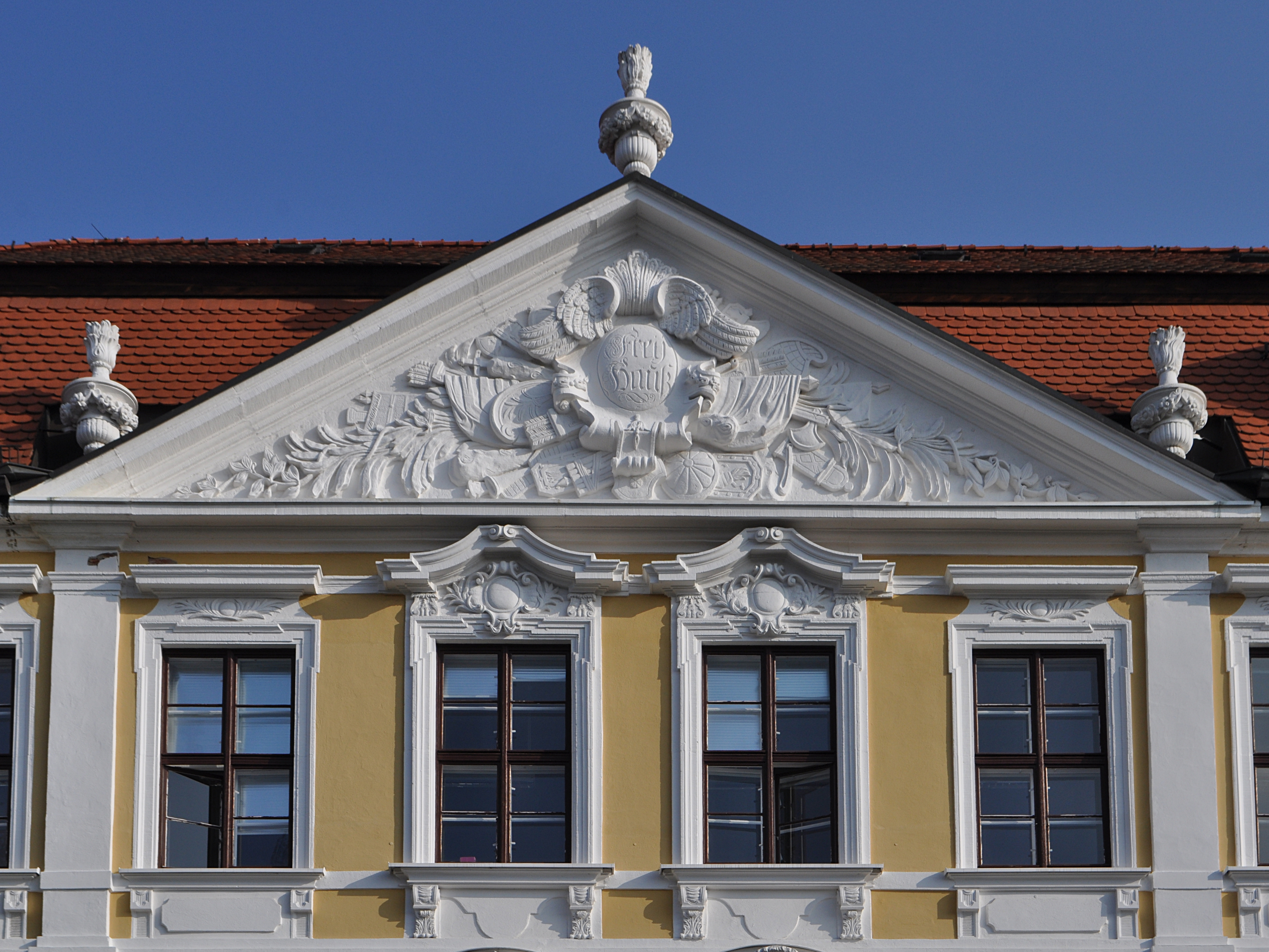
Giebel, 2013

Das repräsentative dreigeschossige verputzte Gebäude ist im Stil des italienischen Barocks gestaltet. Die zum Domplatz nach Süden ausgerichtete Fassade ist zwölfachsig ausgeführt. Die vier mittleren Achsen treten als flacher Mittelrisalit hervor und werden von einem breiten Dreiecksgiebel überspannt, der mit drei Vasen verziert ist. Im aus Sandstein gefertigten Giebelfeld befindet sich die Inschrift Freyhauß sowie die Darstellung von Trophäen. Die Fensteröffnungen der beiden mittleren Achsen tragen im ersten und zweiten Obergeschoss aufwändig gestaltete Fensterverdachungen. Im ersten Obergeschoss befindet sich vor den beiden mittleren Achsen ein Balkon. Er ruht auf vier Säulen und vier dahinter angeordneten Pilastern. Die Brüstung des Balkons schwingt vor. Die Konsole mündet in einem Kopf aus. Unterhalb des Balkons befindet sich das Eingangsportal. Diese Portalgestaltung trat später häufiger auf, findet sich erstmalig für die Region jedoch hier. Ursprünglich entstanden war diese Gestaltung in Prag und ab 1700 in Sachsen gebräuchlich.
Es besteht eine zurückhaltend ausgebildete Gliederung mittels Pilaster, wobei ein Rhythmus 3-1-4-1-3 gewählt wurde. Die Fensteröffnungen des ersten Obergeschosses sind mit Verdachungen versehen. Im zweiten Obergeschoss bestehen Verdachungen in Form von Volutengiebeln am Fenster in der zweiten und der elften Achse. Über diesen beiden Achsen befand sich in der Vergangenheit jeweils ein Dachfenster, die heute jedoch nicht mehr vorhanden sind. Stattdessen wurden 1992 fünf neue Dachfenster eingefügt, die sich nicht an den Achsen der Fassade orientieren.
Insgesamt ist die barocke Verzierung schlichter als an den östlich angrenzenden Nachbarhäusern. Insgesamt präsentiert sich die Nordfront des Platzes palastartig.
Bedeckt ist der Bau mit einem Mansarddach.
Im Inneren ist die Ausstattung, bedingt durch die Zerstörungsgeschichte, weitgehend modern.
Im Denkmalverzeichnis des Landes Sachsen-Anhalt ist das Wohnhaus unter der Erfassungsnummer 094 06330 als Baudenkmal verzeichnet.